# NORCECA Final Six femminile
La NORCECA Final Six è una competizione pallavolistica organizzata dalla NORCECA a partire dal 2021. Si svolge con cadenza annuale e vi partecipano le nazionali nordamericane.

## Edizioni
| Edizione      | Edizione        | Podio           | Podio           | Podio       |
| Anno          | Organizzatore   | Campione        | Seconda         | Terza       |
| ------------- | --------------- | --------------- | --------------- | ----------- |
| 2021 Dettagli | Rep. Dominicana | Rep. Dominicana | Messico         | Stati Uniti |
| 2022 Dettagli | Rep. Dominicana | Rep. Dominicana | Stati Uniti     | Porto Rico  |
| 2023 Dettagli | Rep. Dominicana | Stati Uniti     | Rep. Dominicana | Cuba        |
| 2024 Dettagli | Rep. Dominicana | Rep. Dominicana | Stati Uniti     | Messico     |

## Medagliere
| Pos. | Squadra         | 1º posto | 2º posto | 3º posto | Totale |
| ---- | --------------- | -------- | -------- | -------- | ------ |
| 1    | Rep. Dominicana | 3        | 1        | 0        | 4      |
| 2    | Stati Uniti     | 1        | 2        | 1        | 4      |
| 3    | Messico         | 0        | 1        | 1        | 2      |
| 4    | Porto Rico      | 0        | 0        | 1        | 1      |
| 4    | Cuba            | 0        | 0        | 1        | 1      |